# 8298 Loubna
A 8298 Loubna (ideiglenes jelöléssel 1993 SQ10) a Naprendszer kisbolygóövében található aszteroida. Henri Debehogne és Eric Walter Elst fedezte fel 1993. szeptember 22-én.